# American Primitivism
American Primitivism, auch bekannt als American Primitive Guitar, ist ein Genre der Gitarrenmusik, initiiert von John Fahey in den späten 1950ern. Faheys Markenzeichen waren seine Avantgarde-/Neoklassik-Kompositionen, gespielt im traditionellen Bluegrass-Fingerpicking-Stil. Weitere berühmte Musiker dieser Richtung waren Leo Kottke, Robbie Basho und Peter Lang; alle veröffentlichten auch irgendwann im Laufe ihrer Karriere auf Faheys Label Takoma Records.
Von American Primitivism beeinflusste zeitgenössische Gitarristen sind unter anderem Sir Richard Bishop, Steffen Basho-Junghans, Jack Rose und Daniel Bachman.

## Zitat
„Die New-Age-Leute nennen es Folk; die Folk-Leute nennen es New Age, in Wirklichkeit ist es keines von beiden. Es ist überschreitend. Der Stil leitet sich vom Country Blues und der String Band Music der 20er und 30er ab, nichtsdestoweniger ist vieles an der Musik zeitgenössisch. Fahey bezeichnete es als ‚American Primitive‘ nach den ‚French Primitive‘-Malern, was so viel heißt wie ungelernt.“